# Acantholycosa mordkovitchi
Acantholycosa mordkovitchi är en spindelart som beskrevs av Marusik, Azarkina och Koponen 2004. Acantholycosa mordkovitchi ingår i släktet Acantholycosa och familjen vargspindlar. Inga underarter finns listade i Catalogue of Life.